# Transports en commun d'Auch
Alliance, est le réseau de transport en commun qui dessert les communes de la Communauté d'agglomération Grand Auch Cœur de Gascogne depuis 1990. Ce réseau est géré par Keolis Grand Auch  depuis 1990.

## Lignes du réseau

### Lignes régulières
| Ligne | Caractéristiques | Caractéristiques                  | Caractéristiques                  | Caractéristiques                  | Caractéristiques                  | Caractéristiques                           | Caractéristiques                         | Caractéristiques                  | Caractéristiques                  |
| A     | Auch — Hôpital ⥋ Auch — Baylac | Auch — Hôpital ⥋ Auch — Baylac    | Auch — Hôpital ⥋ Auch — Baylac    | Auch — Hôpital ⥋ Auch — Baylac    | Auch — Hôpital ⥋ Auch — Baylac    | Auch — Hôpital ⥋ Auch — Baylac             | Auch — Hôpital ⥋ Auch — Baylac           | Auch — Hôpital ⥋ Auch — Baylac    | Auch — Hôpital ⥋ Auch — Baylac    |
| ----- | --- | --------------------------------- | --------------------------------- | --------------------------------- | --------------------------------- | ------------------------------------------ | ---------------------------------------- | --------------------------------- | --------------------------------- |
| A     | Ouverture / Fermeture 7 juillet 2014 / — | Longueur —                        | Durée 25 min                      | Nb. d’arrêts 27                   | Matériel Standard Midibus         | Jours de fonctionnement L, Ma, Me, J, V, S | Jour / Soir / Nuit / Fêtes O / N / N / N | Voy. / an —                       | Exploitant Keolis Auch            |
| A     | Desserte : - Villes et lieux desservis : Auch (Centre hospitalier, Centre commercial Carrefour, Lycée Technique du Garros, Office HLM, Groupe scolaire du Garros, Centre social, Caserne des Pompiers, Gendarmerie, Gare SNCF, Palais de Justice, Hôtel de Ville, Allée Baylac) - Gares desservies : Gare d'Auch |                                   |                                   |                                   |                                   |                                            |                                          |                                   |                                   |
| A     | Autre : - Arrêts non accessibles aux UFR : — - Particularités : - La ligne fonctionne du lundi au samedi de 7 h 10 à 20 h 10. - Horaire de 19 h 45 fonctionne sur réservation (TAD). - Date de dernière mise à jour : 3 janvier 2022.                                                                            |                                   |                                   |                                   |                                   |                                            |                                          |                                   |                                   |

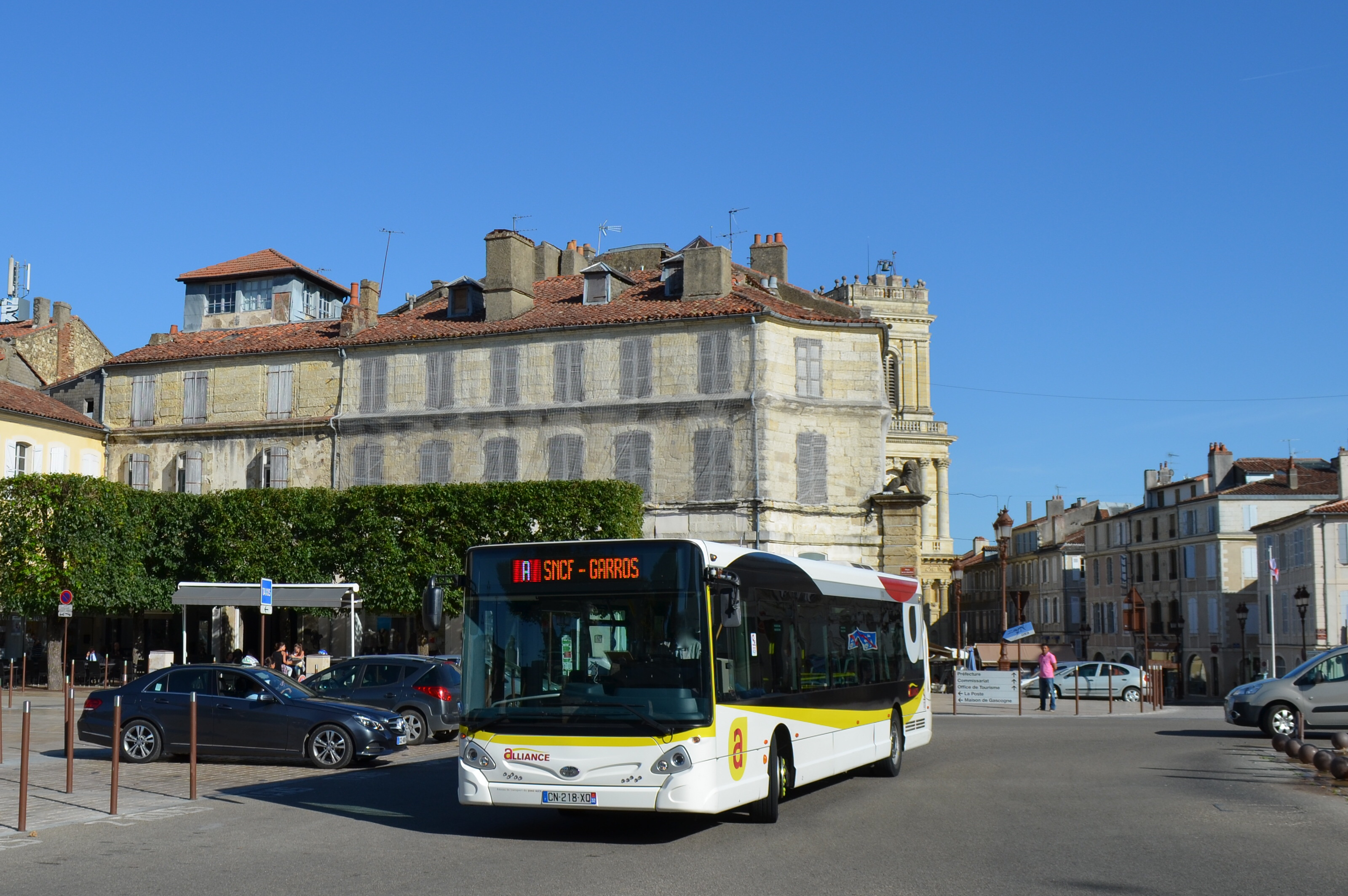
Ligne A
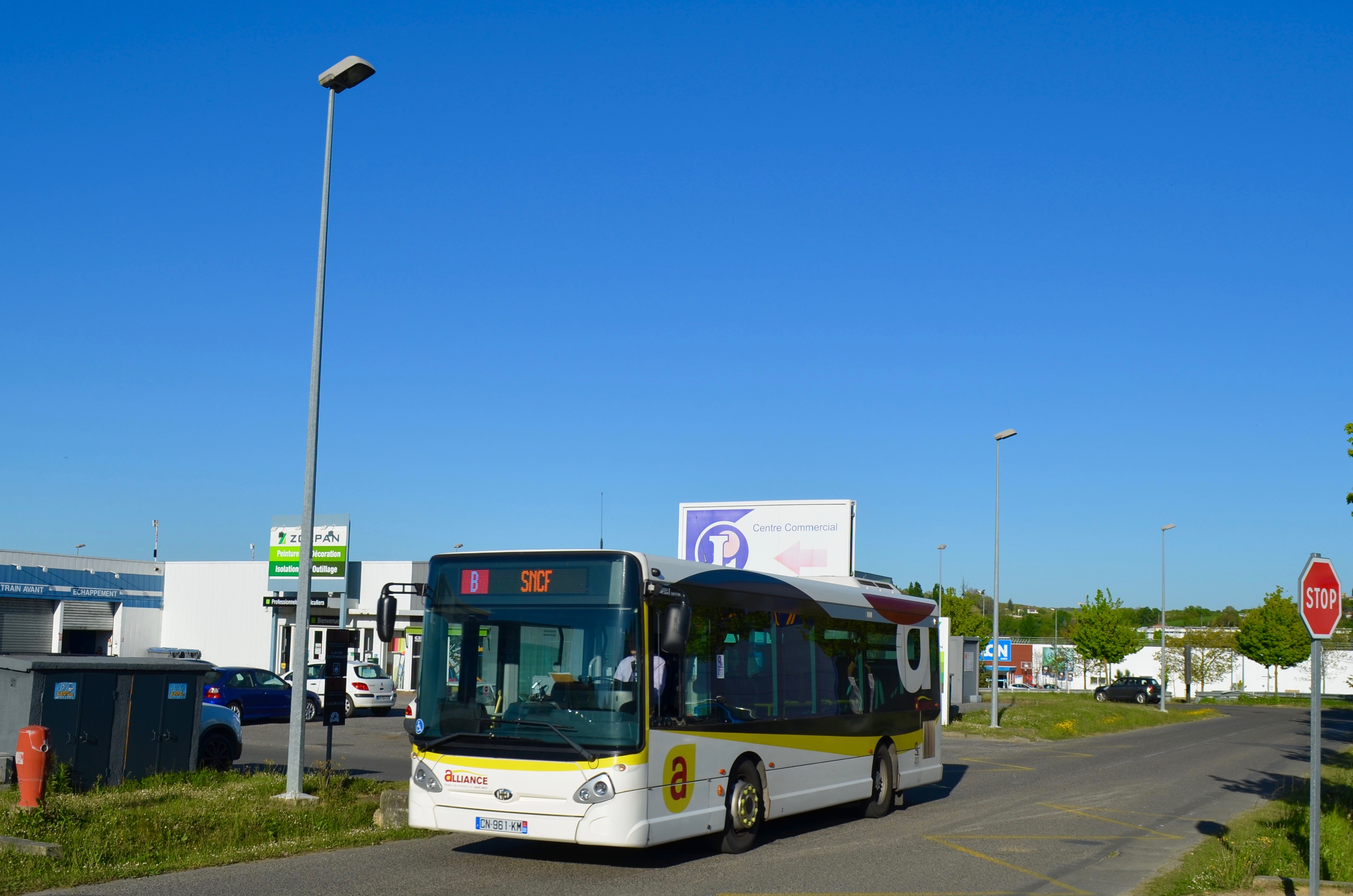
Ligne B
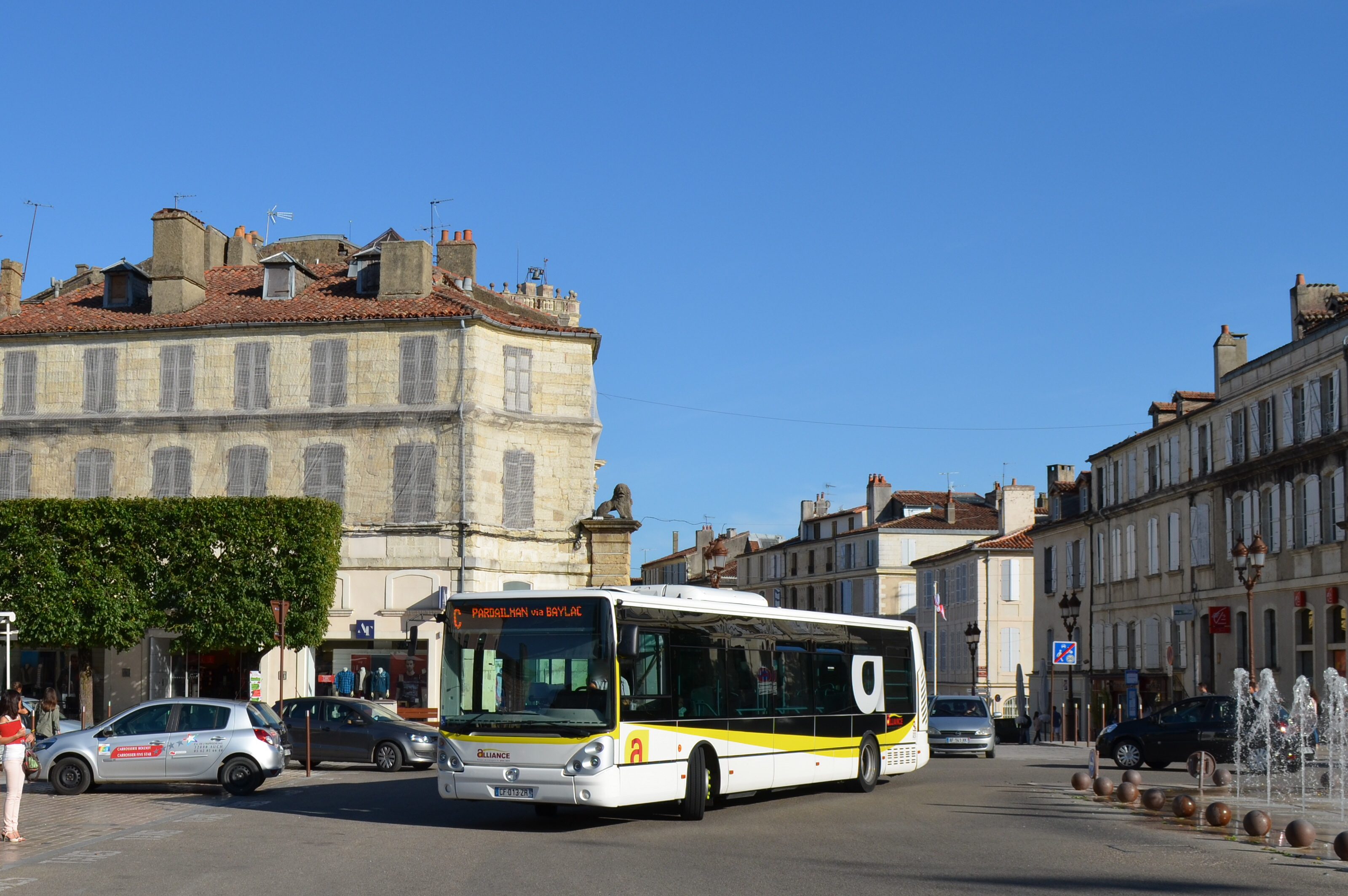
Ligne C
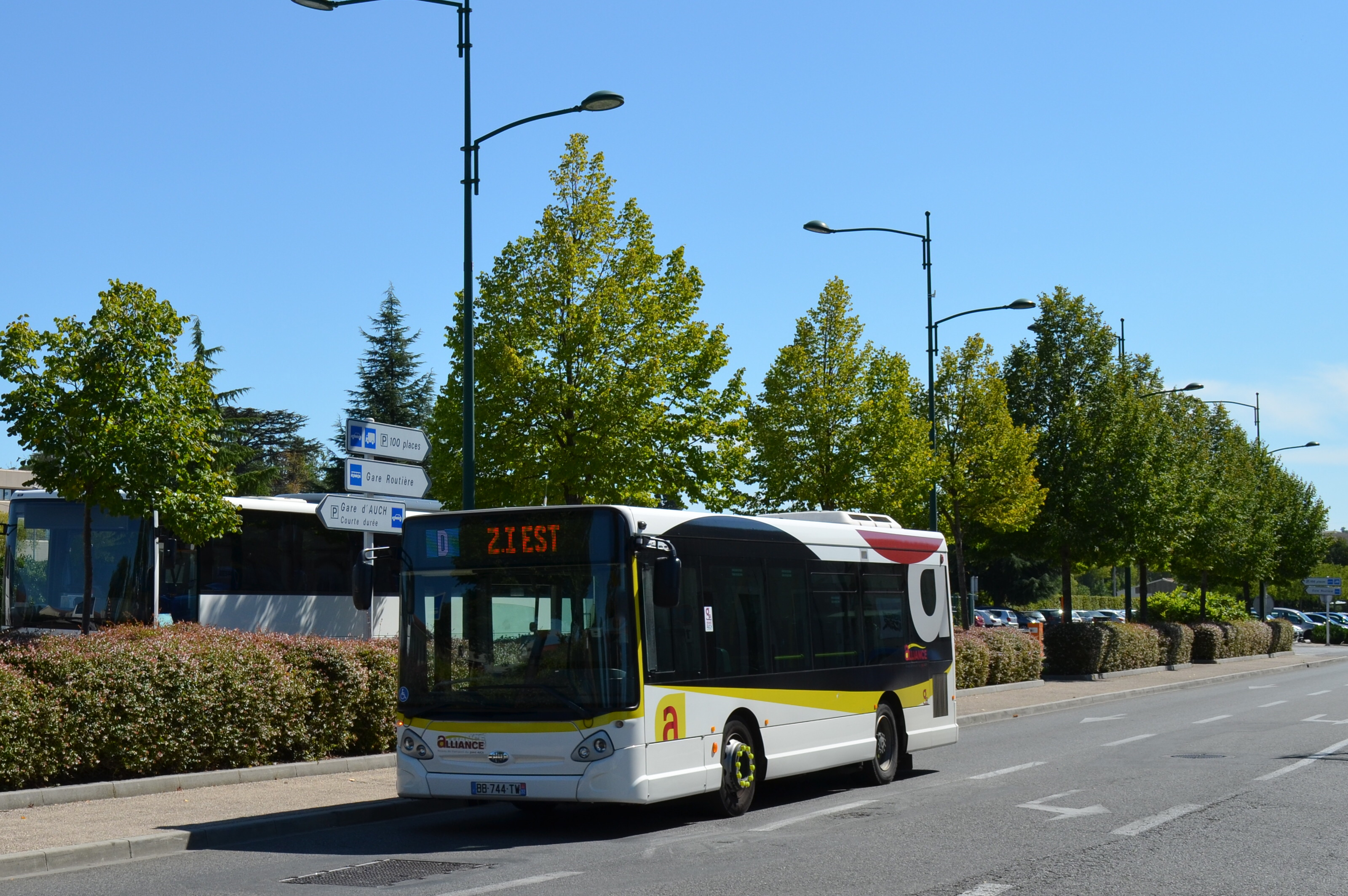
Ligne D
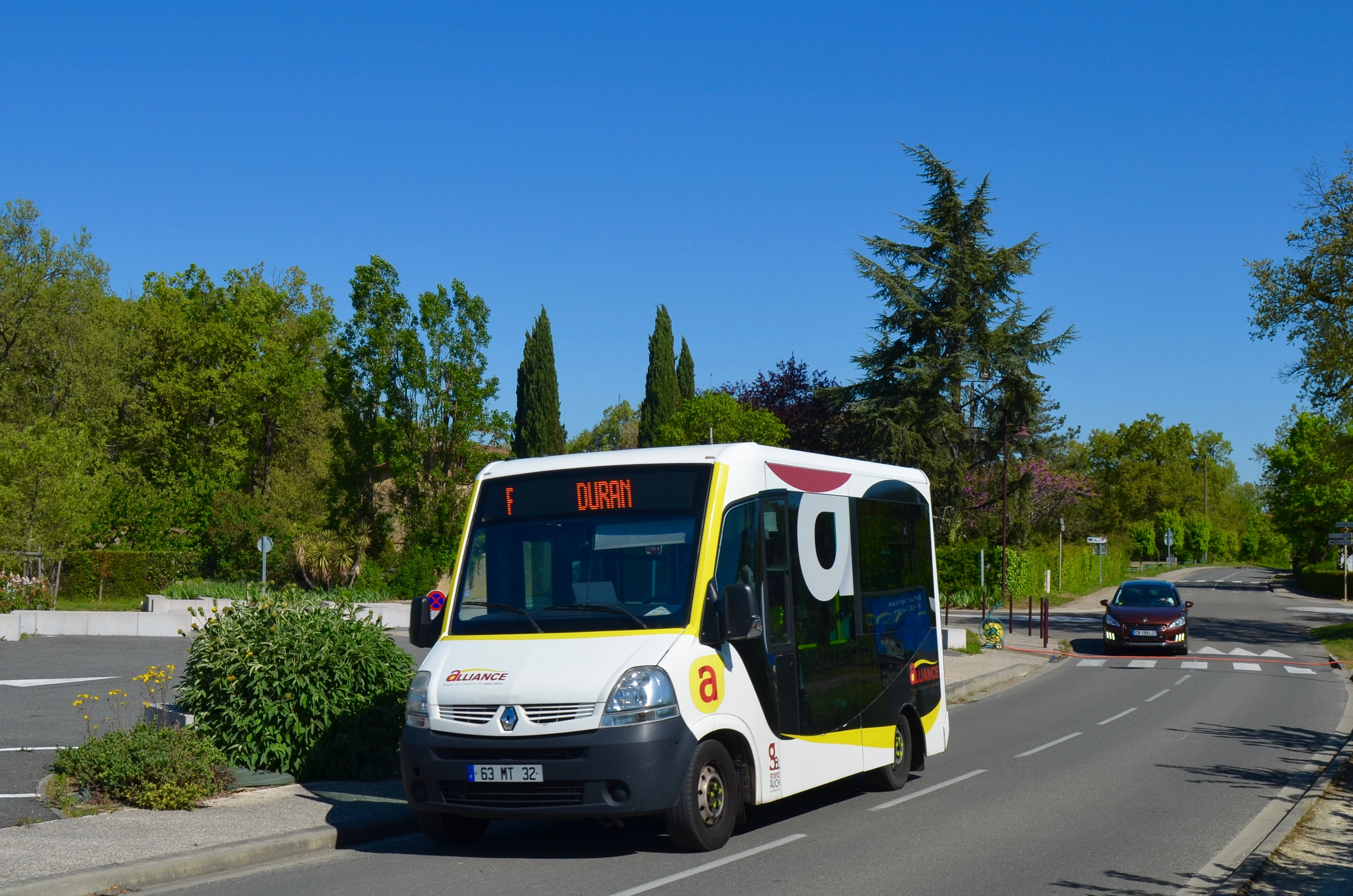
Ligne F

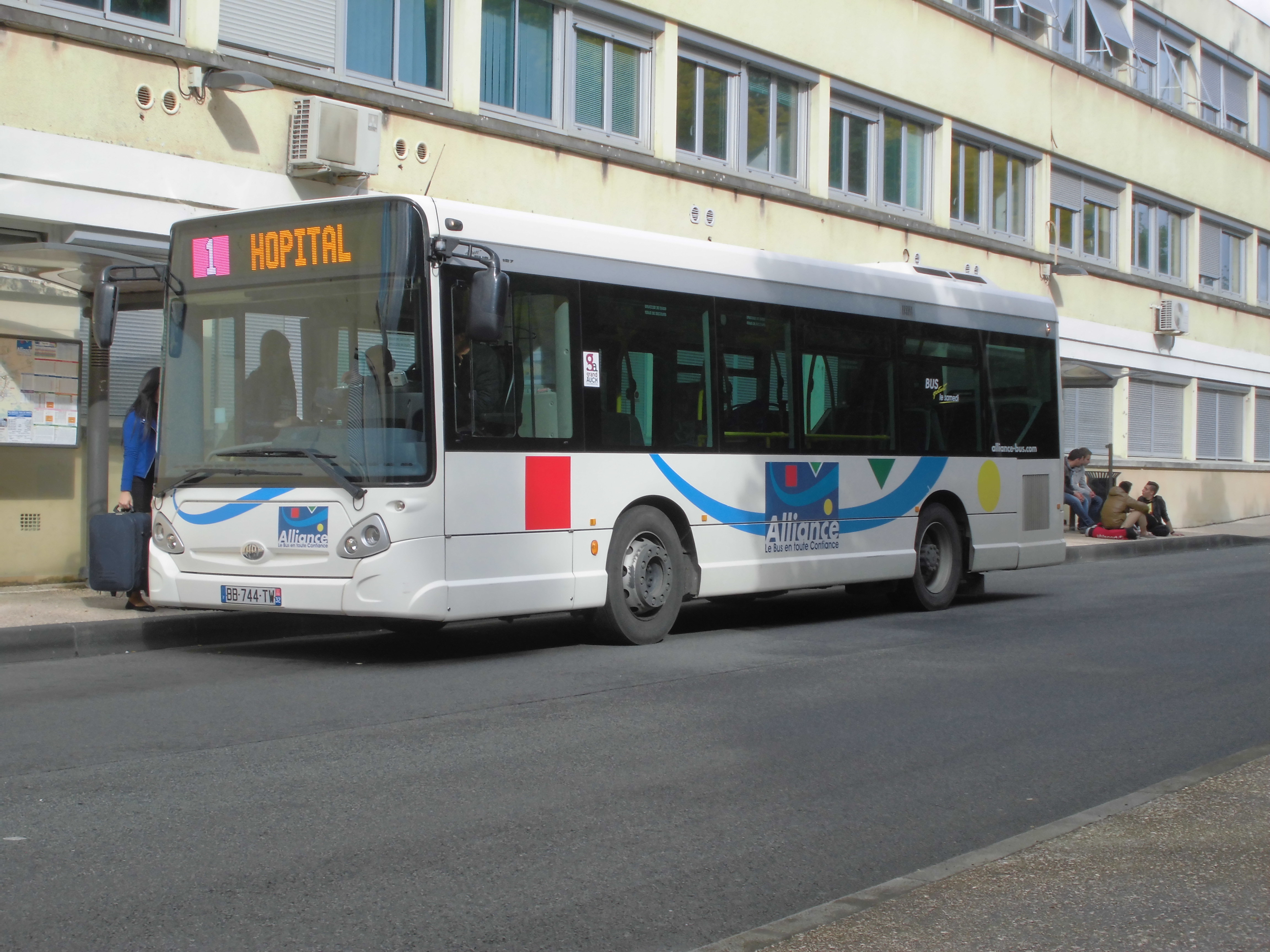
Ligne 1 Allées Baylac
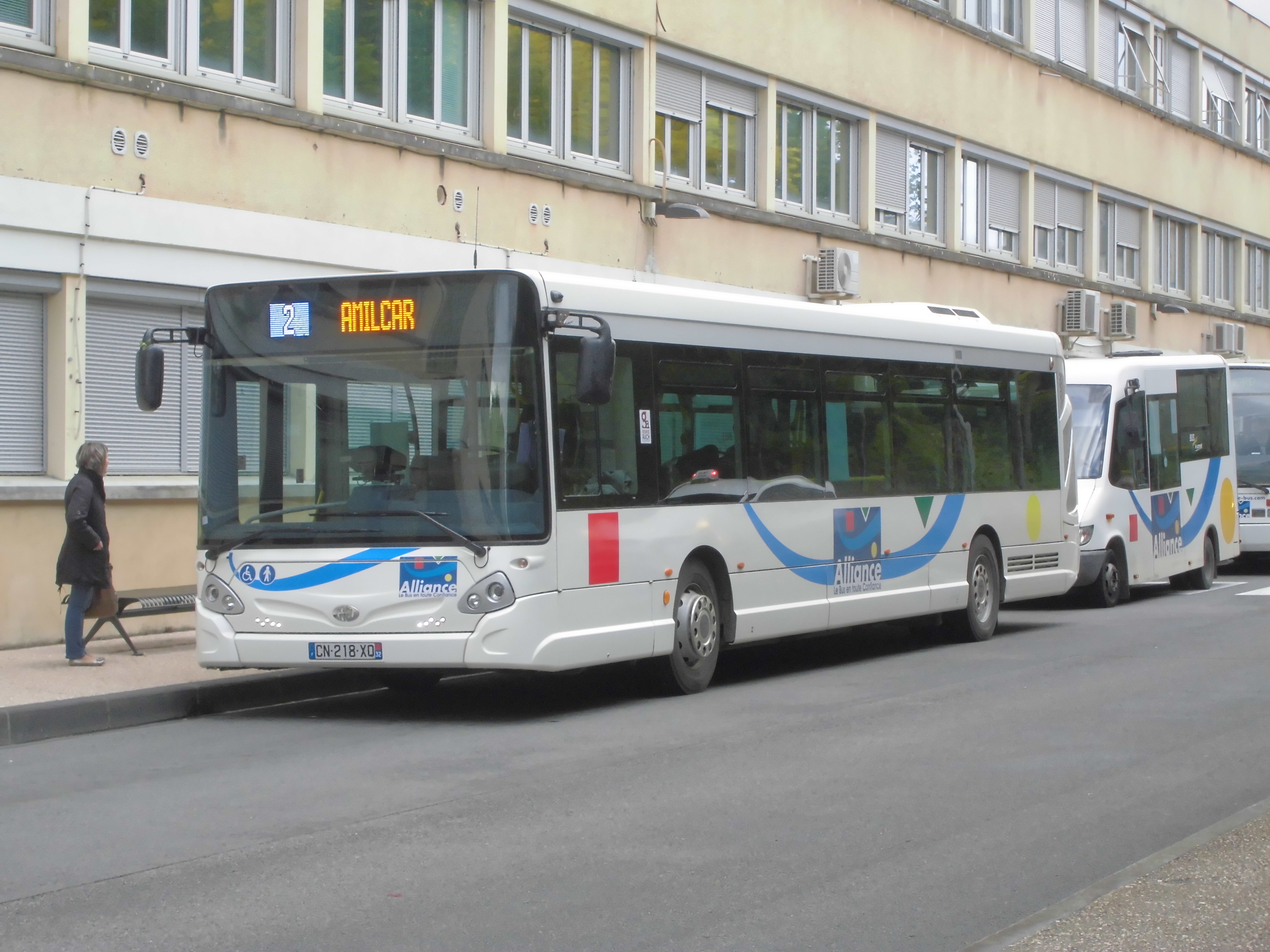
Ligne 2 Allées Baylac
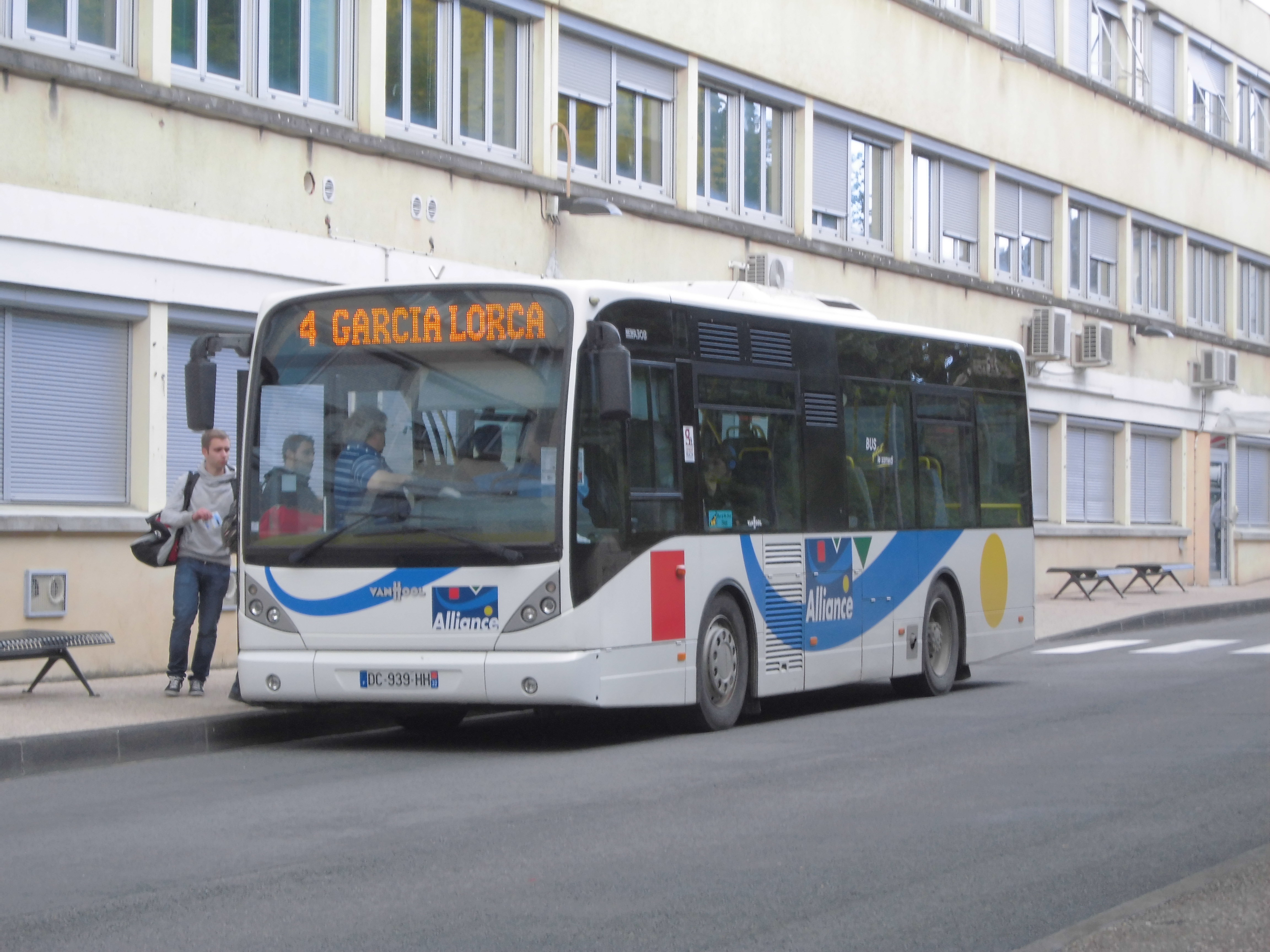
Ligne 4 Allées Baylac
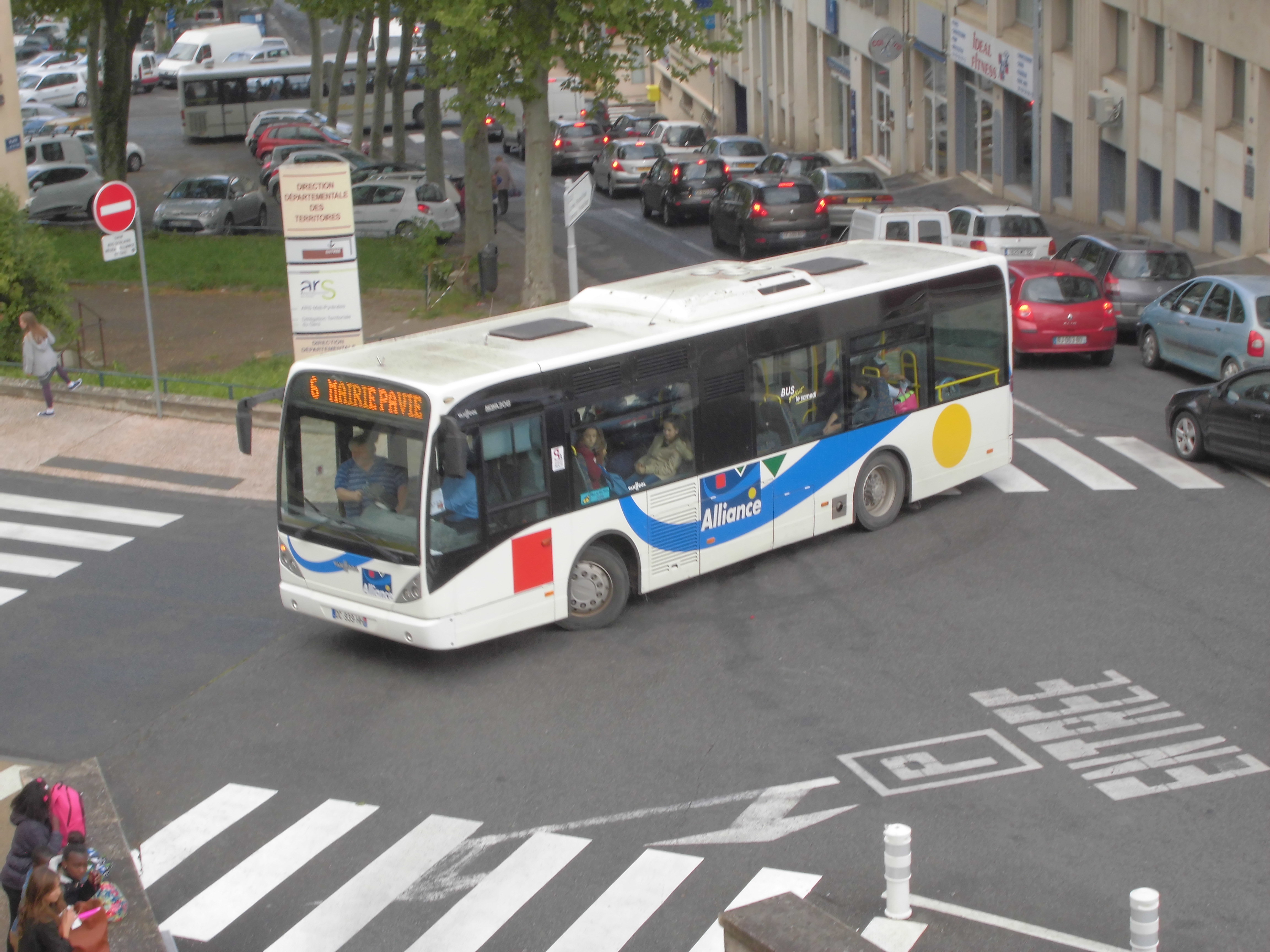
Ligne 6 Allées Baylac
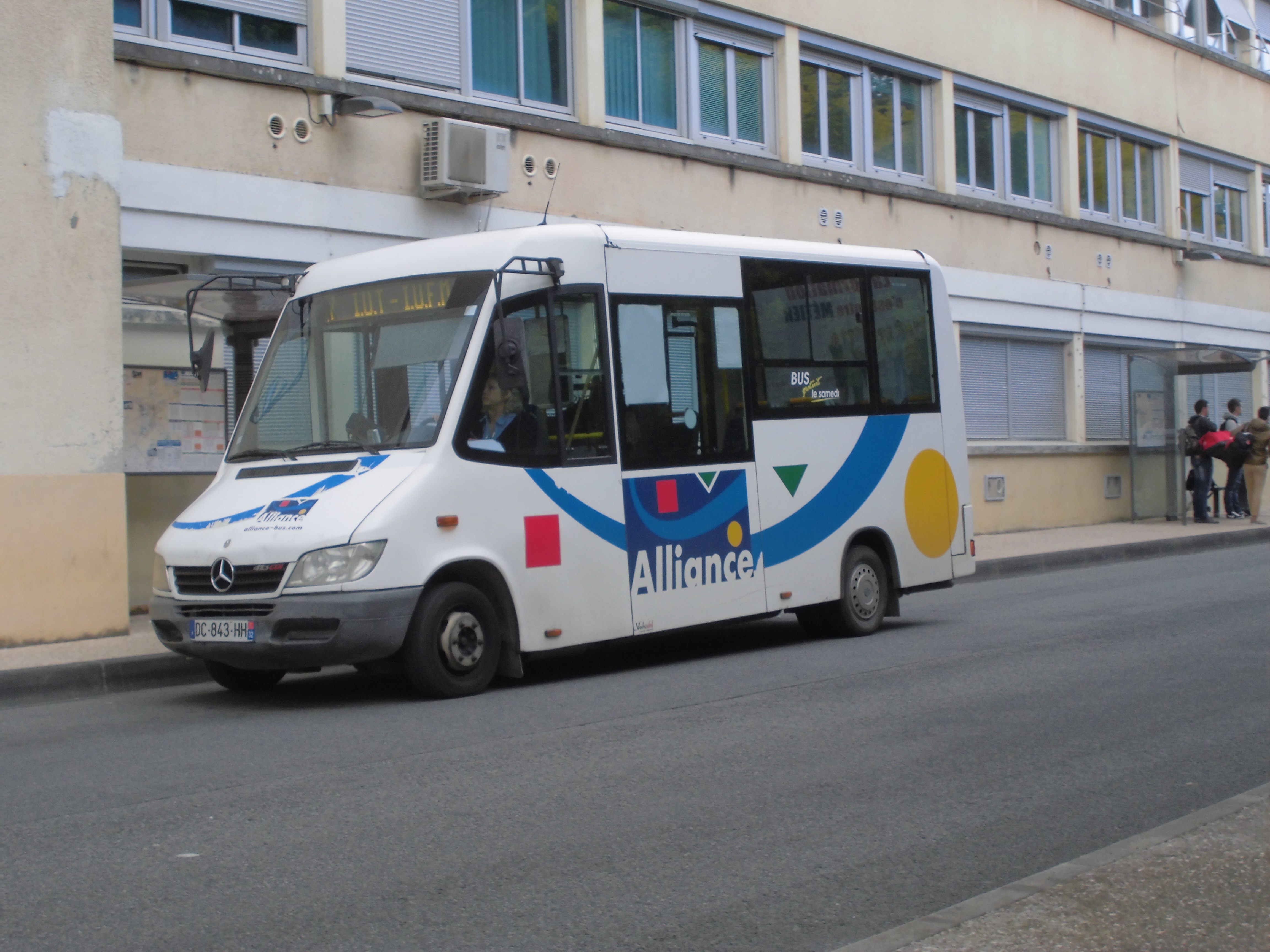
Ligne 7 Allées Baylac

| A     | Dernière actualisation : — |                                   |                                   |                                   |                                   |                                            |                                          |                                   |                                   |
| B     | Auch — Gare SNCF ⥋ Auch — Baylac | Auch — Gare SNCF ⥋ Auch — Baylac  | Auch — Gare SNCF ⥋ Auch — Baylac  | Auch — Gare SNCF ⥋ Auch — Baylac  | Auch — Gare SNCF ⥋ Auch — Baylac  | Auch — Gare SNCF ⥋ Auch — Baylac           | Auch — Gare SNCF ⥋ Auch — Baylac         | Auch — Gare SNCF ⥋ Auch — Baylac  | Auch — Gare SNCF ⥋ Auch — Baylac  |
| B     | Ouverture / Fermeture 7 juillet 2014 / — | Longueur —                        | Durée 30 min                      | Nb. d’arrêts 26                   | Matériel Midibus                  | Jours de fonctionnement L, Ma, Me, J, V, S | Jour / Soir / Nuit / Fêtes O / N / N / N | Voy. / an —                       | Exploitant Keolis Auch            |
| B     | Desserte : - Villes et lieux desservis : Auch (Gare SNCF, Cinéma, Parc du Couloumé, Parc d'Endoumingue, Hippodrome de la Ribère, Zone commerciale de Clarac, Cité Daste, Caserne d'Espagne, Hôtel de Ville, Allée Baylac) - Gares desservies : Gare d'Auch                                                       |                                   |                                   |                                   |                                   |                                            |                                          |                                   |                                   |
| B     | Autre : - Arrêts non accessibles aux UFR : — - Particularités : - La ligne fonctionne du lundi au samedi de 7 h 8 à 19 h 35. - Date de dernière mise à jour : 3 janvier 2022. |                                   |                                   |                                   |                                   |                                            |                                          |                                   |                                   |
| B     | Dernière actualisation : — |                                   |                                   |                                   |                                   |                                            |                                          |                                   |                                   |
| C     | Auch — La Hourre ⥋ Auch — Baylac | Auch — La Hourre ⥋ Auch — Baylac  | Auch — La Hourre ⥋ Auch — Baylac  | Auch — La Hourre ⥋ Auch — Baylac  | Auch — La Hourre ⥋ Auch — Baylac  | Auch — La Hourre ⥋ Auch — Baylac           | Auch — La Hourre ⥋ Auch — Baylac         | Auch — La Hourre ⥋ Auch — Baylac  | Auch — La Hourre ⥋ Auch — Baylac  |
| C     | Ouverture / Fermeture 7 juillet 2014 / — | Longueur —                        | Durée 22 min                      | Nb. d’arrêts 22                   | Matériel Midibus                  | Jours de fonctionnement L, Ma, Me, J, V, S | Jour / Soir / Nuit / Fêtes O / N / N / N | Voy. / an —                       | Exploitant Keolis Auch            |
| C     | Desserte : - Villes et lieux desservis : Auch (Allée Baylac, Palais de Justice, Lycée de l'Oratoire, Lycée Pardailhan, Salle du Mouzon, Groupe scolaire du Garros, Gendarmerie, Conseil Général, La Hourre, Amilcar) - Gares desservies : Aucune.                                                                |                                   |                                   |                                   |                                   |                                            |                                          |                                   |                                   |
| C     | Autre : - Arrêts non accessibles aux UFR : — - Particularités : - La ligne fonctionne du lundi au samedi de 7 h 15 à 19 h 12. - Desserte de l'arrêt Pardailhan uniquement en période scolaire - Date de dernière mise à jour : 3 janvier 2022.                                                                   |                                   |                                   |                                   |                                   |                                            |                                          |                                   |                                   |
| C     | Dernière actualisation : — |                                   |                                   |                                   |                                   |                                            |                                          |                                   |                                   |
| D     | Auch — Mouliot / ⥋ Auch — Baylac | Auch — Mouliot / ⥋ Auch — Baylac  | Auch — Mouliot / ⥋ Auch — Baylac  | Auch — Mouliot / ⥋ Auch — Baylac  | Auch — Mouliot / ⥋ Auch — Baylac  | Auch — Mouliot / ⥋ Auch — Baylac           | Auch — Mouliot / ⥋ Auch — Baylac         | Auch — Mouliot / ⥋ Auch — Baylac  | Auch — Mouliot / ⥋ Auch — Baylac  |
| D     | Ouverture / Fermeture 7 juillet 2014 / — | Longueur —                        | Durée 15 min                      | Nb. d’arrêts 24                   | Matériel Midibus                  | Jours de fonctionnement L, Ma, Me, J, V, S | Jour / Soir / Nuit / Fêtes O / N / N / N | Voy. / an —                       | Exploitant Keolis Auch            |
| D     | Desserte : - Villes et lieux desservis : Auch (Zone industrielle Est, Centre de Santé, Armée Française, Gare SNCF, Centre hospitalier spécialisé, Collège Mathalin, CCAS, Palais de Justice, Hôtel de Ville, Allée Baylac) - Gares desservies : Gare d'Auch                                                      |                                   |                                   |                                   |                                   |                                            |                                          |                                   |                                   |
| D     | Autre : - Arrêts non accessibles aux UFR : — - Particularités : - La ligne fonctionne du lundi au samedi de 7 h 10 à 19 h 25. - Date de dernière mise à jour : 3 janvier 2022. |                                   |                                   |                                   |                                   |                                            |                                          |                                   |                                   |
| D     | Dernière actualisation : — |                                   |                                   |                                   |                                   |                                            |                                          |                                   |                                   |
| E     | Pavie — Mairie ⥋ Auch — Baylac | Pavie — Mairie ⥋ Auch — Baylac    | Pavie — Mairie ⥋ Auch — Baylac    | Pavie — Mairie ⥋ Auch — Baylac    | Pavie — Mairie ⥋ Auch — Baylac    | Pavie — Mairie ⥋ Auch — Baylac             | Pavie — Mairie ⥋ Auch — Baylac           | Pavie — Mairie ⥋ Auch — Baylac    | Pavie — Mairie ⥋ Auch — Baylac    |
| E     | Ouverture / Fermeture 7 juillet 2014 / — | Longueur —                        | Durée 30 min                      | Nb. d’arrêts 21                   | Matériel Midibus                  | Jours de fonctionnement L, Ma, Me, J, V, S | Jour / Soir / Nuit / Fêtes O / N / N / N | Voy. / an —                       | Exploitant Keolis Auch            |
| E     | Desserte : - Villes et lieux desservis : Pavie (Hôtel de Ville, École des Métiers) et Auch (Centre commercial Carrefour, Parc des Sports du Moulias, Cimetière, Palais de Justice, Hôtel de Ville, Allée Baylac) - Gares desservies : Aucune.                                                                    |                                   |                                   |                                   |                                   |                                            |                                          |                                   |                                   |
| E     | Autre : - Arrêts non accessibles aux UFR : — - Particularités : - La ligne fonctionne du lundi au vendredi de 7 h 40 à 18 h 50. - Le samedi et vacances scolaires fonctionne uniquement sur réservation (TAD). - Date de dernière mise à jour : 3 janvier 2022.                                                  |                                   |                                   |                                   |                                   |                                            |                                          |                                   |                                   |
| E     | Dernière actualisation : — |                                   |                                   |                                   |                                   |                                            |                                          |                                   |                                   |
| F     | Duran — École ⥋ Auch — Baylac | Duran — École ⥋ Auch — Baylac     | Duran — École ⥋ Auch — Baylac     | Duran — École ⥋ Auch — Baylac     | Duran — École ⥋ Auch — Baylac     | Duran — École ⥋ Auch — Baylac              | Duran — École ⥋ Auch — Baylac            | Duran — École ⥋ Auch — Baylac     | Duran — École ⥋ Auch — Baylac     |
| F     | Ouverture / Fermeture 7 juillet 2014 / — | Longueur —                        | Durée 11 min                      | Nb. d’arrêts 11                   | Matériel Minibus                  | Jours de fonctionnement L, Ma, Me, J, V, S | Jour / Soir / Nuit / Fêtes O / N / N / N | Voy. / an —                       | Exploitant Keolis Auch            |
| F     | Desserte : - Villes et lieux desservis : Duran (École) et Auch (Lycée de l'Oratoire, Palais de Justice, Hôtel de Ville, Allée Baylac) - Gares desservies : Aucune. |                                   |                                   |                                   |                                   |                                            |                                          |                                   |                                   |
| F     | Autre : - Arrêts non accessibles aux UFR : — - Particularités : - La ligne fonctionne du lundi au vendredi de 7 h 20 à 18 h 22. - Le samedi et vacances scolaires fonctionne uniquement sur réservation (TAD). - Date de dernière mise à jour : 3 janvier 2022.                                                  |                                   |                                   |                                   |                                   |                                            |                                          |                                   |                                   |
| F     | Dernière actualisation : — |                                   |                                   |                                   |                                   |                                            |                                          |                                   |                                   |
| G     | Auch — Baylac ⥋ Preignan — Mairie | Auch — Baylac ⥋ Preignan — Mairie | Auch — Baylac ⥋ Preignan — Mairie | Auch — Baylac ⥋ Preignan — Mairie | Auch — Baylac ⥋ Preignan — Mairie | Auch — Baylac ⥋ Preignan — Mairie          | Auch — Baylac ⥋ Preignan — Mairie        | Auch — Baylac ⥋ Preignan — Mairie | Auch — Baylac ⥋ Preignan — Mairie |
| G     | Ouverture / Fermeture 3 janvier 2022 / — | Longueur —                        | Durée 20 min                      | Nb. d’arrêts 6                    | Matériel Minibus                  | Jours de fonctionnement L, Ma, Me, J, V, S | Jour / Soir / Nuit / Fêtes O / N / N / N | Voy. / an —                       | Exploitant Keolis Auch            |
| G     | Desserte : - Villes et lieux desservis : Auch (Baylac, Gare SNCF), Preignan (Forman, Charlas, Mairie, Arénas) - Gares desservies : Aucune. |                                   |                                   |                                   |                                   |                                            |                                          |                                   |                                   |
| G     | Autre : - Arrêts non accessibles aux UFR : — - Particularités : - La ligne fonctionne du lundi au vendredi de 7 h 20 à 18 h 22. - Le samedi et vacances scolaires fonctionne uniquement sur réservation (TAD). - Date de dernière mise à jour : 3 janvier 2022.                                                  |                                   |                                   |                                   |                                   |                                            |                                          |                                   |                                   |
| G     | Dernière actualisation : — |                                   |                                   |                                   |                                   |                                            |                                          |                                   |                                   |

- Ligne A
- Ligne B
- Ligne C
- Ligne D
- Ligne F

### Navette du centre-ville
La navette L'Auscitaine permet de relier la Basse-Ville (Gare SNCF) aux principaux site de la Haute-Ville (Centre historique, Allées Baylac, Hôtel de Ville). La navette est gratuite et fonctionne du lundi au samedi de 7 h 30 à 19 h 15.
| Ligne        | Caractéristiques | Caractéristiques                        | Caractéristiques                        | Caractéristiques                        | Caractéristiques                        | Caractéristiques                           | Caractéristiques                         | Caractéristiques                        | Caractéristiques                        |
| L'Auscitaine | Auch — Haute-Ville ⥋ Auch — Basse-Ville | Auch — Haute-Ville ⥋ Auch — Basse-Ville | Auch — Haute-Ville ⥋ Auch — Basse-Ville | Auch — Haute-Ville ⥋ Auch — Basse-Ville | Auch — Haute-Ville ⥋ Auch — Basse-Ville | Auch — Haute-Ville ⥋ Auch — Basse-Ville    | Auch — Haute-Ville ⥋ Auch — Basse-Ville  | Auch — Haute-Ville ⥋ Auch — Basse-Ville | Auch — Haute-Ville ⥋ Auch — Basse-Ville |
| ------------ | --- | --------------------------------------- | --------------------------------------- | --------------------------------------- | --------------------------------------- | ------------------------------------------ | ---------------------------------------- | --------------------------------------- | --------------------------------------- |
| L'Auscitaine | Ouverture / Fermeture 7 juillet 2014 / — | Longueur —                              | Durée —                                 | Nb. d’arrêts 7                          | Matériel Minibus                        | Jours de fonctionnement L, Ma, Me, J, V, S | Jour / Soir / Nuit / Fêtes O / N / N / N | Voy. / an —                             | Exploitant Keolis Auch                  |
| L'Auscitaine | Desserte : - Villes et lieux desservis : Centre-ville d'Auch (Hôtel de Ville, Préfecture, Hôtel de Police, CPAM, CAF, Marché Haute-ville, Centre historique, Gare SNCF, Cinéma, Bibliothèque) - Gares desservies : Gare d'Auch |                                         |                                         |                                         |                                         |                                            |                                          |                                         |                                         |
| L'Auscitaine | Autre : - Arrêts non accessibles aux UFR : — - Particularités : - Navette gratuite, fonctionne du lundi au samedi de 7 h 30 à 19 h 15. - Date de dernière mise à jour : 3 janvier 2022.                                        |                                         |                                         |                                         |                                         |                                            |                                          |                                         |                                         |
| L'Auscitaine | Dernière actualisation : —, |                                         |                                         |                                         |                                         |                                            |                                          |                                         |                                         |

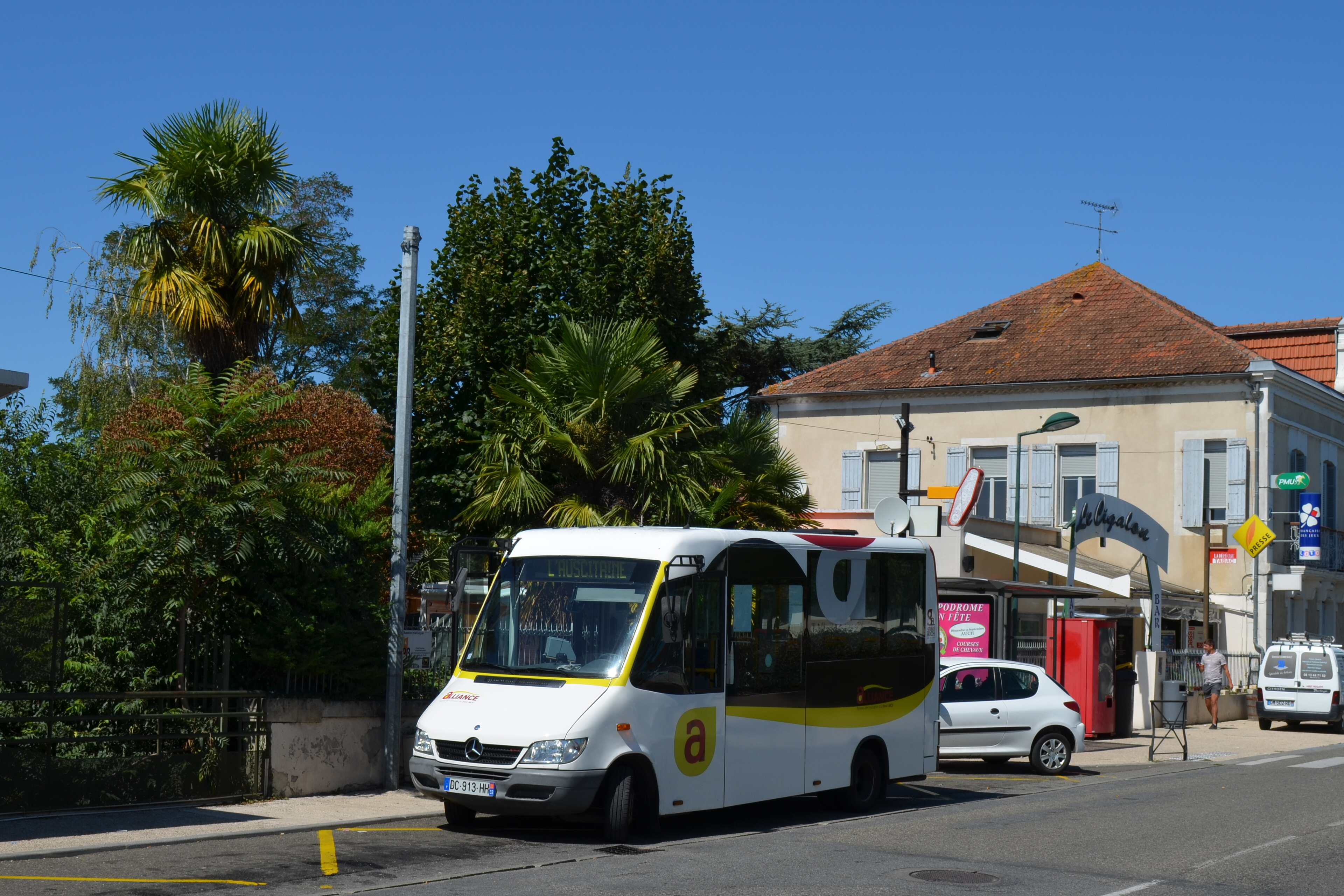
Navette L'Auscitaine

### Navette Flexo Gare

Le service Flexo Gare permet de relier la Gare d'Auch aux différents arrêts sur les communes d'Auch, Duran, Pavie et Preignan du lundi au vendredi lorsque le dernier TER Occitanie arrive en gare. La correspondance est assurée même en cas de retatd du train.
| Ligne      | Caractéristiques | Caractéristiques                                   | Caractéristiques                                   | Caractéristiques                                   | Caractéristiques                                   | Caractéristiques                                   | Caractéristiques                                   | Caractéristiques                                   | Caractéristiques                                   |
| FleXo Gare | Auch — Gare SNCF ⥋ Auch / Duran / Pavie / Preignan | Auch — Gare SNCF ⥋ Auch / Duran / Pavie / Preignan | Auch — Gare SNCF ⥋ Auch / Duran / Pavie / Preignan | Auch — Gare SNCF ⥋ Auch / Duran / Pavie / Preignan | Auch — Gare SNCF ⥋ Auch / Duran / Pavie / Preignan | Auch — Gare SNCF ⥋ Auch / Duran / Pavie / Preignan | Auch — Gare SNCF ⥋ Auch / Duran / Pavie / Preignan | Auch — Gare SNCF ⥋ Auch / Duran / Pavie / Preignan | Auch — Gare SNCF ⥋ Auch / Duran / Pavie / Preignan |
| ---------- | --- | -------------------------------------------------- | -------------------------------------------------- | -------------------------------------------------- | -------------------------------------------------- | -------------------------------------------------- | -------------------------------------------------- | -------------------------------------------------- | -------------------------------------------------- |
| FleXo Gare | Ouverture / Fermeture 7 juillet 2014 / — | Longueur —                                         | Durée —                                            | Nb. d’arrêts —                                     | Matériel —                                         | Jours de fonctionnement L, Ma, Me, J, V            | Jour / Soir / Nuit / Fêtes N / O / N / N           | Voy. / an —                                        | Exploitant Keolis Auch                             |
| FleXo Gare | Desserte : - Villes et lieux desservis : Auch (Gare SNCF), / Duran / Pavie / Preignan - Gares desservies : Gare d'Auch                                     |                                                    |                                                    |                                                    |                                                    |                                                    |                                                    |                                                    |                                                    |
| FleXo Gare | Autre : - Arrêts non accessibles aux UFR : — - Particularités : - Fonctionne du lundi au vendredi 20 h 0. - Date de dernière mise à jour : 3 janvier 2022. |                                                    |                                                    |                                                    |                                                    |                                                    |                                                    |                                                    |                                                    |
| FleXo Gare | Dernière actualisation : — |                                                    |                                                    |                                                    |                                                    |                                                    |                                                    |                                                    |                                                    |

### Navette du dimanche soir
Le service Navette du dimanche soir circule uniquement en période scolaire au départ de la Gare d'Auch. Avec trois départs; 19h00 , 20h15 et 22h00, la navette dessert principalement le centre-ville d'Auch et le lycée Garros.
| Ligne        | Caractéristiques | Caractéristiques                             | Caractéristiques                             | Caractéristiques                             | Caractéristiques                             | Caractéristiques                             | Caractéristiques                             | Caractéristiques                             | Caractéristiques                             |
| Navette Gare | Auch — Gare SNCF ⥋ Auch — Lycée Grand Garros | Auch — Gare SNCF ⥋ Auch — Lycée Grand Garros | Auch — Gare SNCF ⥋ Auch — Lycée Grand Garros | Auch — Gare SNCF ⥋ Auch — Lycée Grand Garros | Auch — Gare SNCF ⥋ Auch — Lycée Grand Garros | Auch — Gare SNCF ⥋ Auch — Lycée Grand Garros | Auch — Gare SNCF ⥋ Auch — Lycée Grand Garros | Auch — Gare SNCF ⥋ Auch — Lycée Grand Garros | Auch — Gare SNCF ⥋ Auch — Lycée Grand Garros |
| ------------ | --- | -------------------------------------------- | -------------------------------------------- | -------------------------------------------- | -------------------------------------------- | -------------------------------------------- | -------------------------------------------- | -------------------------------------------- | -------------------------------------------- |
| Navette Gare | Ouverture / Fermeture 7 juillet 2014 / — | Longueur —                                   | Durée 18 min                                 | Nb. d’arrêts 18                              | Matériel Minibus                             | Jours de fonctionnement D                    | Jour / Soir / Nuit / Fêtes N / O / N / O     | Voy. / an —                                  | Exploitant Keolis Auch                       |
| Navette Gare | Desserte : - Villes et lieux desservis : Auch (Gare SNCF, Allées Baylac, Stade, Lycée Grand Garros) - Gares desservies : Gare d'Auch                                                                                          |                                              |                                              |                                              |                                              |                                              |                                              |                                              |                                              |
| Navette Gare | Autre : - Arrêts non accessibles aux UFR : — - Particularités : - Fonctionne les dimanches ou lundis fériés en période scolaire avec trois départs 19 h 0, 20 h 0 et 21 h 0. - Date de dernière mise à jour : 3 janvier 2022. |                                              |                                              |                                              |                                              |                                              |                                              |                                              |                                              |
| Navette Gare | Dernière actualisation : — |                                              |                                              |                                              |                                              |                                              |                                              |                                              |                                              |

### Lignes spécifiques
| Ligne                       | Caractéristiques | Caractéristiques                  | Caractéristiques                  | Caractéristiques                  | Caractéristiques                  | Caractéristiques                        | Caractéristiques                         | Caractéristiques                  | Caractéristiques                  |
| Navette Emmaüs              | Auch — Baylac ⥋ Auch — Emmaüs | Auch — Baylac ⥋ Auch — Emmaüs     | Auch — Baylac ⥋ Auch — Emmaüs     | Auch — Baylac ⥋ Auch — Emmaüs     | Auch — Baylac ⥋ Auch — Emmaüs     | Auch — Baylac ⥋ Auch — Emmaüs           | Auch — Baylac ⥋ Auch — Emmaüs            | Auch — Baylac ⥋ Auch — Emmaüs     | Auch — Baylac ⥋ Auch — Emmaüs     |
| --------------------------- | --- | --------------------------------- | --------------------------------- | --------------------------------- | --------------------------------- | --------------------------------------- | ---------------------------------------- | --------------------------------- | --------------------------------- |
| Navette Emmaüs              | Ouverture / Fermeture 7 juillet 2014 / — | Longueur —                        | Durée 15 min                      | Nb. d’arrêts 3                    | Matériel Minibus                  | Jours de fonctionnement Me              | Jour / Soir / Nuit / Fêtes O / N / N / N | Voy. / an —                       | Exploitant Keolis Auch            |
| Navette Emmaüs              | Desserte : - Villes et lieux desservis : Auch (Allée Baylac, Verdun, Emmaüs). - Gares desservies : Aucune |                                   |                                   |                                   |                                   |                                         |                                          |                                   |                                   |
| Navette Emmaüs              | Autre : - Arrêts non accessibles aux UFR : — - Particularités : Fonctionne le mercredi avec réservation téléphonique. 1 aller/retour. - Date de dernière mise à jour : 14 septembre 2014.                               |                                   |                                   |                                   |                                   |                                         |                                          |                                   |                                   |
| Navette Emmaüs              | Dernière actualisation : — |                                   |                                   |                                   |                                   |                                         |                                          |                                   |                                   |
| Navette Lamothe             | Auch — Gare SNCF ⥋ Auch — Lamothe | Auch — Gare SNCF ⥋ Auch — Lamothe | Auch — Gare SNCF ⥋ Auch — Lamothe | Auch — Gare SNCF ⥋ Auch — Lamothe | Auch — Gare SNCF ⥋ Auch — Lamothe | Auch — Gare SNCF ⥋ Auch — Lamothe       | Auch — Gare SNCF ⥋ Auch — Lamothe        | Auch — Gare SNCF ⥋ Auch — Lamothe | Auch — Gare SNCF ⥋ Auch — Lamothe |
| Navette Lamothe             | Ouverture / Fermeture 2 janvier 2017 / — | Longueur —                        | Durée 15 min                      | Nb. d’arrêts 2                    | Matériel Minibus                  | Jours de fonctionnement L, Ma, Me, J, V | Jour / Soir / Nuit / Fêtes O / N / N / N | Voy. / an —                       | Exploitant Keolis Auch            |
| Navette Lamothe             | Desserte : - Villes et lieux desservis : Auch (Gare SNCF, Déchèterie). - Gares desservies : Gare d'Auch |                                   |                                   |                                   |                                   |                                         |                                          |                                   |                                   |
| Navette Lamothe             | Autre : - Arrêts non accessibles aux UFR : — - Particularités : 1 aller/retour par jour du lundi au vendredi. - Date de dernière mise à jour : 2 janvier 2017.                                                          |                                   |                                   |                                   |                                   |                                         |                                          |                                   |                                   |
| Navette Lamothe             | Dernière actualisation : — |                                   |                                   |                                   |                                   |                                         |                                          |                                   |                                   |
| Navette Mariminos           | Auch — Hourre ⥋ Auch — Marminos | Auch — Hourre ⥋ Auch — Marminos   | Auch — Hourre ⥋ Auch — Marminos   | Auch — Hourre ⥋ Auch — Marminos   | Auch — Hourre ⥋ Auch — Marminos   | Auch — Hourre ⥋ Auch — Marminos         | Auch — Hourre ⥋ Auch — Marminos          | Auch — Hourre ⥋ Auch — Marminos   | Auch — Hourre ⥋ Auch — Marminos   |
| Navette Mariminos           | Ouverture / Fermeture 2 janvier 2017 / — | Longueur —                        | Durée 5 min                       | Nb. d’arrêts 2                    | Matériel Minibus                  | Jours de fonctionnement L, Ma, Me, J, V | Jour / Soir / Nuit / Fêtes O / N / N / N | Voy. / an —                       | Exploitant Keolis Auch            |
| Navette Mariminos           | Desserte : - Villes et lieux desservis : Auch (Gare SNCF, Déchèterie). - Gares desservies : aucune |                                   |                                   |                                   |                                   |                                         |                                          |                                   |                                   |
| Navette Mariminos           | Autre : - Arrêts non accessibles aux UFR : — - Particularités : 1 aller/retour par jour du lundi au vendredi. - Date de dernière mise à jour : 2 janvier 2017.                                                          |                                   |                                   |                                   |                                   |                                         |                                          |                                   |                                   |
| Navette Mariminos           | Dernière actualisation : — |                                   |                                   |                                   |                                   |                                         |                                          |                                   |                                   |
| Navette Embats              | Auch — Baylac ⥋ Auch — Embats | Auch — Baylac ⥋ Auch — Embats     | Auch — Baylac ⥋ Auch — Embats     | Auch — Baylac ⥋ Auch — Embats     | Auch — Baylac ⥋ Auch — Embats     | Auch — Baylac ⥋ Auch — Embats           | Auch — Baylac ⥋ Auch — Embats            | Auch — Baylac ⥋ Auch — Embats     | Auch — Baylac ⥋ Auch — Embats     |
| Navette Embats              | Ouverture / Fermeture 7 juillet 2014 / — | Longueur —                        | Durée 10 min                      | Nb. d’arrêts 2                    | Matériel Minibus                  | Jours de fonctionnement J, S            | Jour / Soir / Nuit / Fêtes O / N / N / N | Voy. / an —                       | Exploitant Keolis Auch            |
| Navette Embats              | Desserte : - Villes et lieux desservis : Auch (Allée Baylac, Clinique Embats). - Gares desservies : Aucune |                                   |                                   |                                   |                                   |                                         |                                          |                                   |                                   |
| Navette Embats              | Autre : - Arrêts non accessibles aux UFR : — - Particularités : 1 aller/retour par jour le jeudi et samedi matin. - Date de dernière mise à jour : 14 septembre 2014.                                                   |                                   |                                   |                                   |                                   |                                         |                                          |                                   |                                   |
| Navette Embats              | Dernière actualisation : —, |                                   |                                   |                                   |                                   |                                         |                                          |                                   |                                   |
| Service Marché et Cimetière | Modifié plus tard | Modifié plus tard                 | Modifié plus tard                 | Modifié plus tard                 | Modifié plus tard                 | Modifié plus tard                       | Modifié plus tard                        | Modifié plus tard                 | Modifié plus tard                 |
| Service Marché et Cimetière | Duran — Ecole / Auch — Baylac ⥋ Auch — Baylac |                                   |                                   |                                   |                                   |                                         |                                          |                                   |                                   |
| Service Marché et Cimetière | Ouverture / Fermeture 7 juillet 2014 / — | Longueur —                        | Durée 22 min                      | Nb. d’arrêts 13                   | Matériel Minibus                  | Jours de fonctionnement J, S            | Jour / Soir / Nuit / Fêtes O / N / N / O | Voy. / an —                       | Exploitant Keolis Auch            |
| Service Marché et Cimetière | Desserte : - Villes et lieux desservis : Duran (Ecole), Auch (Gare SNCF, Allée Baylac, Stade, Lycée Grand Garros, Cimetière) - Gares desservies : Gare d'Auch                                                           |                                   |                                   |                                   |                                   |                                         |                                          |                                   |                                   |
| Service Marché et Cimetière | Autre : - Arrêts non accessibles aux UFR : — - Particularités : Fonctionne les jeudis fériés et samedis fériés avec 6 courses dans la matinée entre 8 h 30 et 12 h 30. - Date de dernière mise à jour : 8 juillet 2014. |                                   |                                   |                                   |                                   |                                         |                                          |                                   |                                   |
| Service Marché et Cimetière | Dernière actualisation : —, |                                   |                                   |                                   |                                   |                                         |                                          |                                   |                                   |
| Navette Ecole des Métiers   | Modifié plus tard | Modifié plus tard                 | Modifié plus tard                 | Modifié plus tard                 | Modifié plus tard                 | Modifié plus tard                       | Modifié plus tard                        | Modifié plus tard                 | Modifié plus tard                 |
| Navette Ecole des Métiers   | Duran — Ecole / Auch — Baylac ⥋ Auch — Baylac |                                   |                                   |                                   |                                   |                                         |                                          |                                   |                                   |
| Navette Ecole des Métiers   | Ouverture / Fermeture 7 juillet 2014 / — | Longueur —                        | Durée 22 min                      | Nb. d’arrêts 13                   | Matériel Minibus                  | Jours de fonctionnement J, S            | Jour / Soir / Nuit / Fêtes O / N / N / O | Voy. / an —                       | Exploitant Keolis Auch            |
| Navette Ecole des Métiers   | Desserte : - Villes et lieux desservis : Duran (Ecole), Auch (Gare SNCF, Allée Baylac, Stade, Lycée Grand Garros, Cimetière) - Gares desservies : Gare d'Auch                                                           |                                   |                                   |                                   |                                   |                                         |                                          |                                   |                                   |
| Navette Ecole des Métiers   | Autre : - Arrêts non accessibles aux UFR : — - Particularités : Fonctionne les jeudis fériés et samedis fériés avec 6 courses dans la matinée entre 8 h 30 et 12 h 30. - Date de dernière mise à jour : 8 juillet 2014. |                                   |                                   |                                   |                                   |                                         |                                          |                                   |                                   |
| Navette Ecole des Métiers   | Dernière actualisation : — |                                   |                                   |                                   |                                   |                                         |                                          |                                   |                                   |

### Transport des personnes à mobilité réduite

logo PMR

Handi'Alliance est un service de transport de personnes à mobilité réduite remplaçant le service HandiStap sur réservation destinés aux personnes atteintes d'un handicap lié ou non à l'âge.

### Anciennes lignes
| Ligne | Caractéristiques | Caractéristiques                            | Caractéristiques                            | Caractéristiques                            | Caractéristiques                            | Caractéristiques                            | Caractéristiques                            | Caractéristiques                            | Caractéristiques                            |
| G     | Fusionnée avec la ligne D le 7 janvier 2019 | Fusionnée avec la ligne D le 7 janvier 2019 | Fusionnée avec la ligne D le 7 janvier 2019 | Fusionnée avec la ligne D le 7 janvier 2019 | Fusionnée avec la ligne D le 7 janvier 2019 | Fusionnée avec la ligne D le 7 janvier 2019 | Fusionnée avec la ligne D le 7 janvier 2019 | Fusionnée avec la ligne D le 7 janvier 2019 | Fusionnée avec la ligne D le 7 janvier 2019 |
| G     | Preignan — Mairie ⥋ Auch — Baylac | Preignan — Mairie ⥋ Auch — Baylac           | Preignan — Mairie ⥋ Auch — Baylac           | Preignan — Mairie ⥋ Auch — Baylac           | Preignan — Mairie ⥋ Auch — Baylac           | Preignan — Mairie ⥋ Auch — Baylac           | Preignan — Mairie ⥋ Auch — Baylac           | Preignan — Mairie ⥋ Auch — Baylac           | Preignan — Mairie ⥋ Auch — Baylac           |
| ----- | --- | ------------------------------------------- | ------------------------------------------- | ------------------------------------------- | ------------------------------------------- | ------------------------------------------- | ------------------------------------------- | ------------------------------------------- | ------------------------------------------- |
| G     | Ouverture / Fermeture 2 janvier 2017 / 7 janvier 2019 | Longueur —                                  | Durée 21 min                                | Nb. d’arrêts 17                             | Matériel Midibus                            | Jours de fonctionnement L, Ma, Me, J, V, S  | Jour / Soir / Nuit / Fêtes O / N / N / N    | Voy. / an —                                 | Exploitant Keolis Auch                      |
| G     | Desserte : - Villes et lieux desservis : Preignan (Hôtel de Ville) et Auch (Parc d'Endoumingue, Hippodrome de la Ribère, Zone commerciale de Clarac, Cité Daste, Caserne d'Espagne, Hôtel de Ville, Allée Baylac). - Gares desservies : Aucune. |                                             |                                             |                                             |                                             |                                             |                                             |                                             |                                             |
| G     | Autre : - Arrêts non accessibles aux UFR : — - Particularités : La ligne fonctionne du lundi au samedi de 7 h 15 à 18 h 31. - Date de dernière mise à jour : 2 janvier 2017.                                                                    |                                             |                                             |                                             |                                             |                                             |                                             |                                             |                                             |
| G     | Dernière actualisation : — |                                             |                                             |                                             |                                             |                                             |                                             |                                             |                                             |

## Parc de véhicules
En novembre 2024, le parc d'autobus du réseau Alliance Bus est composé de 18 véhicules dont 1 bus standards, 8 midibus et 9 minibus. Au sein de cette flotte, les autres véhicules sont équipés de moteurs Diesel.

### Bus standards
| Constructeur | Modèle | Nombre | Numéros de parc | Période de mise en service | Affectation | Observation |
| ------------ | ------ | ------ | --------------- | -------------------------- | ----------- | ----------- |
| Heuliez Bus  | GX 327 | 1      | 129177          | Décembre 2012              | A           | –           |

### Midibus
| Constructeur | Modèle | Nombre | Numéros de parc                              | Période de mise en service         | Affectation | Observation |
| ------------ | ------ | ------ | -------------------------------------------- | ---------------------------------- | ----------- | ----------- |
| Heuliez Bus  | GX 127 | 6      | 077059, 097034, 107032-107033, 127020-127021 | Entre juillet 2007 à novembre 2012 | A B C D E F | –           |
| Heuliez Bus  | GX 137 | 2      | 177026-177027                                | Juin 2017                          | A B C D E F | –           |

### Minibus
| Constructeur  | Modèle         | Nombre | Numéros de parc | Période de mise en service | Affectation           | Observation |
| ------------- | -------------- | ------ | --------------- | -------------------------- | --------------------- | ----------- |
| Anadolu Isuzu | NovoCiti Life  | 2      | 217086-217087   | Décembre 2021              | F                     | –           |
| Citroën       | Jumper II TPMR | 1      | + 1 inconnu     | Avril 2014                 | Handi'Alliance        | –           |
| Dietrich      | City 21        | 1      | 122007          | Février 2012               | L'Auscitaine          | –           |
| Dietrich      | City 23        | 2      | 172030-172031   | Avril 2017                 | L'Auscitaine          | –           |
| Vehixel       | Cytios 20      | 1      | 082106          | Juin 2008                  | F                     | –           |
| Vehixel       | Cytios 30      | 1      | 072078          | Juin 2007                  | F                     | –           |
| Volkswagen    | Crafter        | 1      | + 1 inconnu     | Mai 2014                   | Alliance à la demande | –           |

### Dépôts
- Le dépôt de Keolis Grand Auch est situé sur la commune, route de Pessan.